# Kiruf
Kiruf (arab. قروف) – wieś w Syrii, w muhafazie Aleppo, w dystrykcie Ajn al-Arab. W 2004 roku liczyła 729 mieszkańców.